# Bibiane Schulze
Bibiane Gabrielle Schulze Solano (Bad Soden, 12 de novembro de 1998) é uma futebolista alemã que atua como zagueiro. Atualmente joga pelo Athletic Club.

## Carreira nos clubes
Schulze ingressou no sistema juvenil do 1.FFC Frankfurt vindo do FV 08 Neuenhain e progrediu na hierarquia para jogar sete vezes na Frauen-Bundesliga pelo clube. Ela partiu para o Athletic Bilbao em julho de 2019.
A mudança provou ser controversa, já que alguns torcedores do Athletic questionaram se Schulze estava suficientemente conectado ao País Basco para se conformar com a política de contratação do clube. O presidente do clube, Aitor Elizegi, rejeitou as reclamações, atestando a "clara origem basca" de Schulze (além da família normalmente passar as férias de verão na região, seu bisavô Francisco Belauste jogou pelo clube em seus primeiros anos).
Em suas duas primeiras temporadas no futebol espanhol, Schulze foi predominantemente restrita a aparições pelo time B do Athletic, embora tenha feito uma aparição na Primera División como substituta contra o Sevilla em outubro de 2020. Em julho de 2021, Schulze assinou um contrato de empréstimo de uma temporada com o rival do Athletic na Primera División, o Valencia CF. Com os zagueiros centrais regulares Garazi Murua e Naroa Uriarte ausentes por lesão, Schulze se tornou um membro importante do time do Athletic na primeira metade da temporada 2022-23.

## Carreira internacional
Esquecida da seleção alemã no Campeonato Feminino Sub-17 da UEFA de 2015, na Islândia, Schulze fez uma abordagem tardia e malsucedida por meio de sua companheira de equipe do Frankfurt, Verónica Boquete, para representar a Espanha no evento. Devido à sua forma no Athletic, ela foi convocada para a seleção espanhola em fevereiro de 2023 - mas teve que se retirar um dia depois devido a uma lesão. Em 2024, ela fez sua estreia pela seleção alemã.

## Títulos
Alemanha
- Jogos Olímpicos: 2024 (medalha de bronze)